# 앨빈 쇼
《앨빈 쇼》(영어: The Alvin Show)는 CBS에서 방송된 미국의 텔레비전 애니메이션이다.